# Pulex irritans
Pulex irritans Linnaeus, 1758, é uma espécie de pulga com distribuição natural cosmopolita que parasita um espectro alargado de hospedeiros, incluindo os humanos. É uma das seis espécies do género Pulex (as restantes espécies estão confinadas às regiões Neárctica e Neotropical). A espécie aparenta ter origem na América do Sul, onde os seus hospedeiros originais podem ter sido o porquinho-da-índia (Cavia porcellus) ou os pecari (Tayassuidae).

## Descrição
A espécie parasita muitas espécies de mamíferos e de aves, incluindo os seres humanos e diversos animais domésticos. Foi encontrada em cães domésticos e canídeos selvagens, macacos em cativeiro, opossums, gatos domésticos e outros felídeos em cativeiro, galinhas, ratos negros e ratazanas, roedores selvagens, porcos, morcegos e outras espécies.
A espécie é um hospedeiro intermédio para o céstode Dipylidium caninum.
Em humanos, as mordeduras desta espécie resultam em inflamação cutânea, vermelhidão e comichão. As pulgas podem mover-se rapidamente entre áreas pilosas, incluindo sobrancelhas, pestanas e regiões púbicas. Os tratamentos mais comuns incluem a depilação, champôs medicados e utilização de pentes especializados.